# Aeroportul Esperance
Aeroportul Esperance (IATA: EPR, ICAO: YESP) este un aeroport din Australia de Vest, Australia ce deservește zona Esperance, Australia de Vest. Aeroportul a fost tranzitat în 2022 de 52.447 de pasageri. A fost numit după zona deservită.
Situat la o altitudine de 136 m, aeroportul dispune de o singură pistă. Este operat de Shire of Esperance⁠(d).